# U-188
 U-188  — немецкая подводная лодка типа IXC/40, времён Второй мировой войны. 
Заказ на постройку субмарины был отдан 15 августа 1940 года. Лодка была заложена на верфи судостроительной компании «АГ Везер» в Бремене 18 августа 1941 года под строительным номером 1028, спущена на воду 31 марта 1942 года, 5 августа 1942 года под командованием капитан-лейтенанта Зигфрида Люддена вошла в состав учебной 4-й флотилии. 1 февраля 1943 года вошла в состав 10-й флотилии. Лодка совершила 3 боевых похода, потопив 8 судов (49 725 брт), один боевой корабль (эсминец HMS Beverley (H64), 1 190 т) и повредила одно судно (9 977 брт). Командир лодки был награждён Рыцарским крестом. 20 августа 1944 года лодка была затоплена в гавани Бордо, в связи с невозможностью избежать захвата наступавшими союзниками. В 1947 году была поднята и разделана на металл. 